# Forest Green Rovers F.C.
Câu lạc bộ bóng đá Forest Green Rovers là một câu lạc bộ bóng đá đến từ Nailsworth, Gloucestershire, Anh. Đội bóng thi đấu ở League Two, cấp độ thứ 4 của bóng đá Anh, và đã chơi các trận sân nhà tại the New Lawn kể từ năm 2006, khi chuyển đến từ sân nhà ban đầu The Lawn Ground.
Được thành lập vào tháng 10 năm 1889, câu lạc bộ trở thành thành viên sáng lập của Mid Gloucestershire League 5 năm sau đó. Thi đấu ở các giải đấu địa phương khác nhau trong phần lớn thế kỷ 20, họ đã giành được nhiều chức vô địch:  Dursley & District League (1902-03), Stroud & District League (1911-12 và 1920-21), Stroud Premier League (1934-35, 1935-36 và 1936-37), North Gloucestershire League (1920-21 và 1921-22), và Gloucestershire Northern Senior League (1937-38, 1949-50 và 1950-51). Đội trở thành thành viên sáng lập của Gloucestershire County League vào năm 1968, trước khi được chuyển đến Premier Division của Hellenic League bảy năm sau đó.
Forest Green đã vô địch Hellenic League mùa giải 1981-82 và nâng cúp FA Vase sau khi đánh bại Rainworth Miners Welfare trong trận chung kết tại Wembley. Họ đã trải qua 13 năm tiếp theo tại Midland Division của Southern League, và thi đấu một thời gian ngắn dưới cái tên Stroud F.C. Quay trở lại với cái tên Forest Green Rovers, câu lạc bộ đã giành liên tiếp các chức vô địch Southern League Southern Division và Premier Division trong các năm 1996-97 và 1997-98, giành quyền tham dự Conference. Vào đến Chung kết FA Trophy 1999, mà đội đã thua, đội trở thành câu lạc bộ đầu tiên lọt vào trận chung kết của cả FA Vase và FA Trophy. Đội cũng lọt vào Chung kết FA Trophy 2001, nhưng lại thua. Hai lần bị truất quyền xuống hạng từ Conference National do các câu lạc bộ khác bị cách chức, câu lạc bộ đã được chuyển đổi sau sự đầu tư từ nhà công nghiệp năng lượng xanh Dale Vince vào năm 2010.
Dưới sự chủ trì của Dale Vince, Forest Green đã trở thành câu lạc bộ bóng đá "thuần chay" đầu tiên trên thế giới vào năm 2015, và New Lawn được lắp đặt với nhiều cải tiến thân thiện với môi trường. Việc đầu tư vào đội hình thi đấu đã giúp câu lạc bộ cạnh tranh suất thăng hạng vào English Football League, giải đấu mà họ đã đạt được với chiến thắng trong các trận play-off National League 2017, sau khi bị đánh bại ở bán kết năm 2015 và chung kết năm 2016.

## Lịch sử

### Các giải đấu cấp địa phương và hạt
Câu lạc bộ được thành lập vào năm 1889 bởi Mục sư E.J.H. Peach, đại diện cho khu vực Forest Green của Nailsworth. Tên Rovers được thông qua vào năm 1893, và năm sau câu lạc bộ là thành viên sáng lập của Mid-Gloucestershire League. Trận đấu đầu tiên trên sân nhà vào ngày 6 tháng 10 là trận hòa 1-1 với Brimscombe, và câu lạc bộ tiếp tục kết thúc mùa giải 1894-95 ở vị trí thứ ba. Nailsworth đã trở thành một quận thành thị vào năm 1894 và có một nỗ lực để đảm bảo thị trấn có đội bóng đá đại diện. Kết quả là, câu lạc bộ được đổi tên thành Câu lạc bộ bóng đá Hiệp hội Nailsworth và nhiều thành viên của đội ban đầu được thay thế bằng các cầu thủ từ Nailsworth, mặc dù họ tiếp tục chơi tại sân Lawn Ground ban đầu của Forest Green. Tuy nhiên, câu lạc bộ đã rút lui khỏi giải đấu trong mùa giải 1896-97.
Câu lạc bộ được thành lập lại vào năm 1898 với tên Forest Green Rovers, và tiếp nhận Nailsworth Thursday không lâu sau đó. Đội tham gia cả Division One của Mid-Gloucestershire League và cả Dursley & District League cho mùa giải 1899-1900. kết thúc vào năm 1901, với Forest Green còn lại chơi ở Dursley & District League. Mùa giải 1902-03 đội tham gia giải Stroud & District League mới, cũng tiếp tục trong Dursley & District League. Ở Stroud & District League, họ về nhì với vị trí á quân trước Brimscombe, trong khi ở Dursley & District League, họ đứng đầu bảng với Stonehouse sau khi được cộng điểm từ một trận đấu không thi đấu với Chalford. Kết quả là trận play-off diễn ra để phân định ngôi vô địch, với hơn 1.000 khán giả theo dõi Forest Green giành chiến thắng 2-1 trong hiệp phụ. Vào mùa giải 1906-07, đội đứng cuối bảng xếp hạng Stroud & District League với không điểm (mặc dù thắng một trận, nhưng đã bị trừ hai điểm vì đưa vào sân một cầu thủ không đủ điều kiện). Đội rút khỏi Dursley & District League năm 1908.
Năm 1911, Forest Green hợp nhất với Nailsworth để thành lập Nailsworth & Forest Green United, tiếp tục thi đấu tại the Lawn Ground và trong Stroud & District League; câu lạc bộ mới vô địch giải đấu, và chỉ thua một trận trong cả mùa giải. Họ đưa một đội vào Dursley & District League vào năm 1912-13, nhưng đã rút khỏi Stroud & District League chỉ sau bốn trận đấu. Sau Chiến tranh thế giới thứ nhất, câu lạc bộ đã tái gia nhập giải đấu và mùa giải 1919-20 đội đứng đầu bảng cùng với Chalford và Stonehouse. Giải đấu sau đó đã tổ chức lễ bốc thăm để quyết định chức vô địch, với Forest Green cầm hòa Stonehouse trong trận bán kết, và đội chiến thắng sẽ đấu với Chalford để giành danh hiệu. Tuy nhiên, Stonehouse đã đánh bại Forest Green với tỷ số 3-2 trong trận bán kết lượt đi. Năm 1920, câu lạc bộ cũng đã gia nhập một đội vào giải North Gloucestershire League và tiếp tục vô địch cả hai giải đấu, cũng như Northern Junior Cup. Đội lặp lại cú đúp danh hiệu mùa giải sau đó. Họ là thành viên sáng lập của Gloucestershire Northern Senior League vào năm 1922, nhưng đã rời giải vào cuối mùa giải 1922-23 để trở lại Stroud & District League.
Forest Green kết thúc với vị trí á quân vào các mùa giải 1924-25 và 1925-26, trước khi tham gia lại Gloucestershire Northern Senior League vào năm 1926. Đội tiếp tục về đích với tư cách á quân vào các năm 1926-27 trước khi rời giải đấu một lần nữa để chơi ở giải Stroud Premier League mới. Sau khi đứng thứ 4 trong giải đấu, câu lạc bộ đã trở lại Northern Senior League vào cuối mùa giải, mặc dù họ cũng giữ một đội ở Stroud Premier League. Câu lạc bộ đã rút khỏi Stroud Premier League năm 1930, giải đấu lần thứ ba vào năm 1934, gia nhập lại Stroud Premier League. Đội là nhà vô địch Stroud Premier League trong ba mùa giải liên tiếp vào các mùa 1934-35, 1935-36 và 1936-37, trước khi trở lại Northern Senior League năm 1937. Đội tiếp tục giành chức vô địch vào năm 1937-38. Sau khi kết thúc với vị trí á quân vào các năm 1948-49, đội đã giành được các chức vô địch liên tiếp vào các mùa giải 1949-50 và 1950-51. Mặc dù câu lạc bộ đã kết thúc với vị trí á quân vào năm 1952-53, nhưng đội đã bị xuống hạng đến Division Two vào cuối mùa giải 1954-55. Tuy nhiên, họ đã là nhà vô địch của Division Two ào mùa giải sau đó, và được thăng hạng trở lại Division One. Forest Green là một trong những thành viên sáng lập của Gloucestershire County League năm 1968, thi đấu cho đến khi chuyển đến Premier Division của Hellenic Hellenic League vào năm 1975 dưới sự dẫn dắt của Peter Goring.

### Giải khu vực
Mùa giải đầu tiên của Forest Green tại Hellenic League Premier Division chứng kiến họ đứng thứ 4 chung cuộc. Mặc dù sau đó họ đã trải qua hai mùa giải ở vị trí thấp hơn giữa bảng, kết thúc ở vị trí thứ ba trong mùa giải 1978-79 là khởi đầu của bốn năm thành công, đỉnh cao là mùa giải 1981-82, trong đó đội vô địch Hellenic League và lọt vào chung kết FA Vase. Tại Wembley, họ đã đánh bại Rainworth Miners Welfare với tỷ số 3-0 để giành cúp vô địch. Vào cuối mùa giải, câu lạc bộ được thăng hạng lên Midland Division của Southern League. Mặc dù đứng thứ ba trong mùa giải đầu tiên ở giải đấu mới, nhưng sáu mùa giải tiếp theo đội bóng chỉ đứng giữa bảng.
Năm 1989, câu lạc bộ được đổi tên thành Câu lạc bộ bóng đá Stroud. Một mùa giải khác ở giữa bảng được theo sau bởi hai mùa giải, và đội kết thúc trong năm đội cuối bảng. Sau khi trở lại với tên gọi ban đầu, câu lạc bộ tiếp tục vật lộn trong giải đấu cho đến khi họ được chuyển đến giải Southern Division vào năm 1995. Sau khi đứng thứ tám dưới thời Frank Gregan vào mùa giải 1995-96, đội đã vô địch giải đấu mùa giải sau đó, thăng hạng lên Premier Division của Southern League. Mùa giải 1997-98 chứng kiến độii bóng giành chức vô địch Southern League Premier Division, giành quyền thăng hạng lần thứ hai liên tiếp và tham dự Football Conference.

### Conference và Football League
Trong mùa giải đầu tiên của Forest Green tại Conference đội đã đứng thứ mười hai, cũng như lọt vào trận chung kết FA Trophy, trở thành đội đầu tiên chơi trong trận chung kết của cả FA Vase và FA Trophy. Tuy nhiên, đội để thua 1-0 trước Kingstonian. Mùa giải tiếp theo chứng kiến một lần đầu tiên nữa khi câu lạc bộ lần đầu tiên lọt vào Vòng Một Cúp FA; sau khi đánh bại Guiseley 6-0 ở vòng Một, đội đã để thua 3-0 trên sân nhà trước Torquay United tại vòng Hai. Vào tháng 11 năm 2000, Gregan được thay thế làm huấn luyện viên bởi cựu tuyển thủ Anh Nigel Spink; câu lạc bộ đã lọt vào trận chung kết FA Trophy một lần nữa vào cuối mùa giải, thất bại 0-1 trước Canvey Island.
Mùa giải 2004-05 Forest Green kết thúc trong khu vực xuống hạng, nhưng được thoát xuống hạng sau khi Northwich Victoria bị giáng hạng do các vấn đề với sân vận động của họ. Mùa giải 2007-08 câu lạc bộ lần đầu tiên đánh bại đối thủ Football League ở Cúp FA, đánh bại Rotherham United với tỷ số 3-0 trong trận đá lại vòng đầu tiên, và thua 3-2 trước Swindon Town. Mùa giải tiếp theo họ lần đầu tiên lọt vào vòng Ba Cúp FA, sau khi vượt qua Team Bath và Rochdale để thi đấu trên sân nhà trước Derby County và thua 4-3 trước một đám đông kỷ lục 4.836 người. Một lần xuất hiện vòng Ba khác là vào mùa giải 2009-10 kết thúc với thất bại 2-1 trước Notts County.
Mùa giải 2009-10 chứng kiến Forest Green kết thúc ở khu vực xuống hạng, nhưng một lần nữa thoát xuống hạng khi Salisbury City bị trục xuất vì vi phạm các quy tắc tài chính. Câu lạc bộ sau đó được tiếp quản bởi chủ sở hữu Ecotricity Dale Vince; Vince đặt ra kế hoạch để làm cho câu lạc bộ thân thiện hơn với môi trường, bao gồm loại bỏ thịt đỏ khỏi khẩu phần ăn của các cầu thủ, ngừng bán các sản phẩm thịt dưới đất và xử lý sân bằng phân hữu cơ.
Forest Green về đích thứ năm tại Conference mùa giải 2014-15, đủ điều kiện tham dự trận play-off thăng hạng; đội tiếp tục để thua 3-0 chung cuộc trước Bristol Rovers ở bán kết. Mùa giải tiếp theo chứng kiến đội bóng kết thúc với tư cách á quân tại National League được đổi tên, vị trí giải đấu cao nhất từ trước đến nay; trong trận play-off tiếp theo, đội đánh bại Dover Athletic 2-1 ở bán kết, trước khi thua Grimsby Town 3-1 trong trận chung kết tại Wembley. Một suất play-off thứ ba liên tiếp được đảm bảo với vị trí thứ ba trong mùa giải 2016-17. Sau khi đánh bại Dagenham & Redbridge 3-1 ở bán kết, câu lạc bộ đã đánh bại Tranmere Rovers với tỷ số tương tự trong trận chung kết tại Wembley, giành quyền thăng hạng League Two. Điều này khiến Nailsworth trở thành thị trấn nhỏ nhất từng tổ chức trận đấu ở Football League.
Năm 2018, Forest Green Rovers đã trở thành câu lạc bộ bóng đá đầu tiên trên thế giới được chứng nhận carbon trung tính theo sáng kiến của Công ước khung Liên Hợp Quốc về Biến đổi Khí hậu (UNFCCC) của Climate Neutral Now. Mùa giải 2018-19 chứng kiến đội về đích thứ 5 ở League Two, và tiếp tục thất bại Tranmere 2-1 ở bán kết play-off.

## Màu sắc và biểu trưng
Huy hiệu câu lạc bộ trước đây rất giống với huy hiệu FC Barcelona. Lá cờ của Thánh George xuất hiện trên cả hai huy hiệu, cho thấy mối liên hệ của ông với Anh cũng như Catalonia. Trang phục sân nhà của Rovers trong nhiều năm là áo sọc đen trắng với quần đen.
Vào tháng 5 năm 2011, câu lạc bộ đã phát hành một cuộc tư vấn cho những người ủng hộ mời ý kiến về quyết định thay đổi huy hiệu của câu lạc bộ. Huy hiệu mới được sử dụng từ đầu mùa giải 2011-2012.
Vào ngày 2 tháng 7 năm 2012, có thông báo rằng câu lạc bộ sẽ thay đổi trang phục sân nhà từ sọc đen trắng truyền thống sang áo màu xanh lá cây vôi với quần và tất đen. Quyết định rời bỏ sọc đen trắng truyền thống đã gây tranh cãi với nhiều người ủng hộ. Trang phục sân khách cũng đã được thay đổi thành một trang phục toàn màu trắng với ngày '1899-2012' gần đường viền cổ áo của trang phục để cho biết những năm câu lạc bộ lần đầu tiên chơi trong trang phục toàn màu trắng và quyết định đưa nó trở lại vào năm 2012.
Vào mùa hè năm 2014, trang phục sân nhà đã được đổi thành màu xanh chanh và sọc đen ở mặt trước, với mặt sau màu xanh lá cây trơn, quần màu xanh lá cây và tất sọc đen và xanh lá cây để phù hợp với màu sắc tiếp thị của nhà tài trợ Ecotricity. Vào ngày 19 tháng 8 năm 2014, trang phục sân khách mới đã được công bố, đây sẽ là phiên bản hiện đại của trang phục sân nhà truyền thống với áo sọc đen trắng, quần đen và tất đỏ.

## Mối kình địch
Kình địch Gloucestershire Cheltenham Town được coi là đối thủ chính của câu lạc bộ. Các trận đấu giữa hai bên được đặt tên hài hước là El Glosico, một cách chơi chữ của trận El Clásico nổi tiếng.
Trong những năm câu lạc bộ ở trong hệ thống non-league, câu lạc bộ đã duy trì mối kình địch địa phương với Gloucester City,  và Bath City. Tuy nhiên, sau khi Rovers thăng hạng EFL vào năm 2018, các mối kình địch này không còn diễn ra nữa.
Các kình địch nhỏ hơn đã bắt đầu phát triển với Bristol Rovers, Newport County và Swindon Town.

## Sân vận động

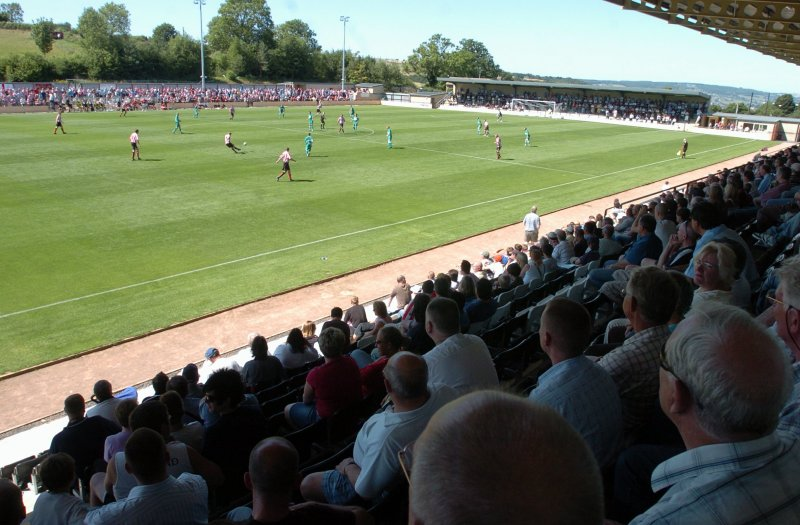
The New Lawn

Ban đầu câu lạc bộ chơi tại một sân đất 'trên đỉnh đồi' ở Forest Green được gọi là the Lawn Ground. Đội chuyển đến một khu đất ở Nailsworth vào năm 1924, nhưng trở lại the Lawn vào năm 1927 sau khi được nâng cấp với một bức tường ranh giới và cổng vào. Vào đầu mùa giải 2006-07, câu lạc bộ chuyển đến the New Lawn.
Sân thượng Sustainability in Sport nằm ở cuối phía bắc của sân. Sân thượng này là địa điểm dành cho những người hâm mộ sân khách và trước đây đã có những người ủng hộ nhà. Một quyết định của câu lạc bộ vào cuối mùa giải 2012-13 cho thấy các khu vực mà người hâm mộ sân nhà và sân khách có mặt tại sân được chuyển sang với các cổ động viên nhà quay lại Khán đài EESI ở cuối sân đối diện được chuyển đổi từ chỗ ngồi sang một sân thượng đứng. Khán đài phía Đông là khán đài có sức chứa lớn nhất trên mặt đất và là khán đài có chỗ ngồi chứa bảy hộp, nhà công cộng của 'Green Man', phòng tập thể dục, phòng tập khiêu vũ và các cơ sở hội nghị và giải trí. Phía tây của khu đất là một sân thượng rộng mở dành cho người hâm mộ tại nhà. Mặc dù sân vận động có thể chứa 5.147 người hâm mộ, nhưng lượng người tham dự giải đấu cao nhất được ghi nhận tại địa điểm cho đến nay là 3.781 khán giả trong trận đấu ở Conference Premier với Bristol Rovers. Tuy nhiên, số người tham dự cao nhất mọi thời đại là 4.836 trận trong trận đấu ở vòng 3 Cúp FA trên sân nhà trước đối thủ ở Championship Derby County. Số người tham dự thông thường là từ 1.300 đến 1.800 người cho các trận đấu của National League.
Vào tháng 6 năm 2011, câu lạc bộ bắt đầu làm việc để làm cho sân vận động thân thiện với môi trường sau sự xuất hiện của chủ sở hữu mới và doanh nhân năng lượng xanh Dale Vince. Điều này bao gồm việc phát triển một quảng cáo chiêu hàng hoàn toàn hữu cơ. Vào tháng 12 năm 2011, 180 tấm pin mặt trời đã được lắp đặt trên nóc khán đài EESI, giúp câu lạc bộ tạo ra 10% lượng điện cần thiết để vận hành sân vận động. Vào tháng 4 năm 2012, Forest Green đã giới thiệu máy cắt cỏ robot đầu tiên được một câu lạc bộ bóng đá Anh sử dụng trên bề mặt thi đấu của nó. Điều này thay cho một máy cắt cỏ trước đó đã được phục vụ tại sân cũ của câu lạc bộ. Robot cắt cỏ Etesia - được gọi là 'robot cắt cỏ' - sử dụng công nghệ GPS để dẫn đường cho robot đi quanh sân mà không cần sự can thiệp của con người và thu năng lượng từ các tấm pin mặt trời tại sân vận động. Vào tháng 12 năm 2012, câu lạc bộ đã đánh bại 200 ứng cử viên khác để giành giải nhất trong giải thưởng của Viện Kỹ thuật Sân bay với thể loại tính bền vững và môi trường ho sân cỏ hữu cơ và các khía cạnh môi trường tại The New Lawn.
Vào ngày 03 tháng 11 năm 2016, câu lạc bộ công bố thiết kế được chọn cho một đề xuất sân vận động 5.000 chỗ ngồi mới được xây dựng trong công viên sinh thái phức tạp bên cạnh Junction 13 của M5 tại Gloucestershire, 1,5 dặm về phía tây của thị trấn Stonehouse (and 8.5 miles northwest of their spiritual home of Nailsworth).  Thiết kế dành cho một sân vận động được làm gần như hoàn toàn bằng gỗ, bao gồm cả phần mái. Nó sẽ có thể được tăng kích thước lên 10.000 sức chứa tùy thuộc vào thành công của câu lạc bộ.

## Đội hình hiện tại
Tính đến 26 tháng 8 năm 2020
Ghi chú: Quốc kỳ chỉ đội tuyển quốc gia được xác định rõ trong điều lệ tư cách FIFA. Các cầu thủ có thể giữ hơn một quốc tịch ngoài FIFA.
| Số | VT | Quốc gia    | Cầu thủ         |
| -- | -- | ----------- | --------------- |
| 1  | TM | Anh         | Luke McGee      |
| 2  | HV | Anh         | Kane Wilson     |
| 3  | HV | Anh         | Dom Bernard     |
| 4  | TV | Anh         | Dan Sweeney     |
| 5  | HV | Anh         | Chris Stokes    |
| 6  | HV | Anh         | Liam Kitching   |
| 7  | TV | Bắc Ireland | Carl Winchester |
| 8  | TV | Gambia      | Ebou Adams      |
| 9  | TĐ | Anh         | Matty Stevens   |
| 10 | TĐ | Wales       | Aaron Collins   |
| 11 | TV | Scotland    | Nicky Cadden    |
| 12 | TĐ | Anh         | Taylor Allen    |

| Số  | VT | Quốc gia | Cầu thủ             |
| --- | -- | -------- | ------------------- |
| 14  | TĐ | Jamaica  | Jamille Matt        |
| 15  | HV | Anh      | Jordan Moore-Taylor |
| 16  | HV | Anh      | Jack Evans          |
| 18  | TĐ | Anh      | Jake Young          |
| 20  | TV | Anh      | Elliott Whitehouse  |
| 22  | HV | Anh      | Udoka Godwin-Malife |
| 24  | TM | Wales    | Lewis Thomas        |
| 26  | TV | Hoa Kỳ   | Vaughn Covil        |
| 27  | TV | Anh      | Harvey Bunker       |
| 28  | TĐ | Anh      | Josh March          |
| TBC | TV | Anh      | Scott Wagstaff      |
| NA  | TĐ | Anh      | Shawn McCoulsky     |

### Cho mượn
Ghi chú: Quốc kỳ chỉ đội tuyển quốc gia được xác định rõ trong điều lệ tư cách FIFA. Các cầu thủ có thể giữ hơn một quốc tịch ngoài FIFA.
| Số | VT | Quốc gia | Cầu thủ                                               |
| -- | -- | -------- | ----------------------------------------------------- |
| NA | TM | Anh      | Adam Smith (đến Yeovil Town đến hết mùa giải 2020-21) |

## Lịch sử huấn luyện viên

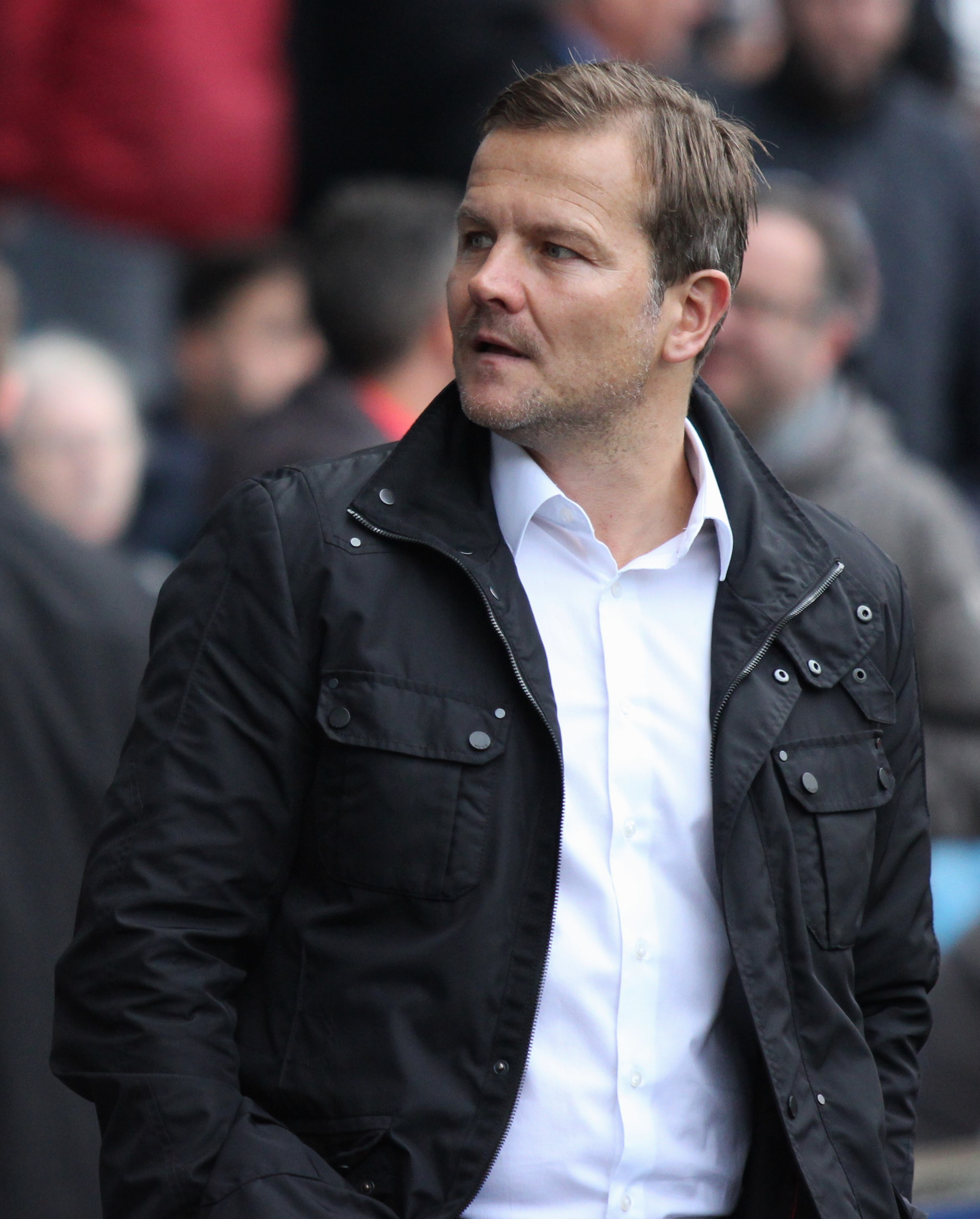
Mark Cooper is the current manager

| Giai đoạn | Tên           |
| --------- | ------------- |
| 1955-1956 | Bill Thomas   |
| 1957-1958 | Eddie Cowley  |
| 1958-1960 | Don Cowley    |
| 1966-1967 | Jimmy Sewell  |
| 1967-1968 | Alan Morris   |
| 1968-1979 | Peter Goring  |
| 1979-1980 | Tony Morris   |
| 1980-1982 | Bob Mursell   |
| 1982      | Roy Hillman   |
| 1983-1987 | Steve Millard |
| 1987-1990 | John Evans    |

| Giai đoạn | Tên                       |
| --------- | ------------------------- |
| 1990      | Jeff Evans                |
| 1990-1991 | Bobby Jones               |
| 1991-1992 | Tim Harris                |
| 1992      | Glenn Thomas              |
| 1992-1994 | Pat Casey                 |
| 1994-2000 | Frank Gregan              |
| 2000-2001 | Nigel Spink & Dave Norton |
| 2001-2002 | Nigel Spink               |
| 2002-2003 | Colin Addison             |
| 2003-2004 | Tim Harris                |
| 2004-2005 | Alan Lewer                |

| Giai đoạn | Tên            |
| --------- | -------------- |
| 2005-2006 | Gary Owers     |
| 2006      | Paul Wanless   |
| 2006-2009 | Jim Harvey     |
| 2009      | David Brown    |
| 2009-2013 | Dave Hockaday  |
| 2013      | Gary Seward    |
| 2013      | Scott Bartlett |
| 2013-2016 | Adrian Pennock |
| 2016      | Scott Bartlett |
| 2016-nay  | Mark Cooper    |

## Danh hiệu
- FA Vase
  - Vô địch: 1981-82
- Southern League
  - Vô địch Premier Division  1997-98
  - Vô địch Southern Division  1996-97
- Hellenic League
  - Vô địch: 1981-82
- Gloucestershire Northern Senior League
  - Vô địch: 1937-38, 1949-50, 1950-51
  - Vô địch Division Two  1955-56
- North Gloucestershire League
  - Vô địch: 1920-21, 1921-22
- Stroud Premier League
  - Vô địch: 1934-35, 1935-36, 1936-37
- Stroud & District League
  - Vô địch: 1911-12, 1920-21
- Dursley & District League
  - Vô địch: 1902-03
- Northern Junior Cup
  - Vô địch: 1920-21, 1921-22

## Kỉ lục
- Vị trí cao nhất giải quốc nội: thứ 5 ở League Two, 2018-19
- Thành tích tốt nhất tại Cúp FA: vòng Ba, 2008-09, 2009-10[6]
- Thành tích tốt nhất tại Cúp EFL: Vòng Hai, 2018-19, 2019-20
- Kỉ lục số khán giả: 4.836 người với Derby County, vòng Ba Cúp FA, 3 tháng 1 năm 2009[1]
- Trận thắng đậm nhất: 8-0 với Fareham Town, Southern League Southern Division, 1996-97;[1] 8-0 với Hyde, Football Conference, 10 tháng 8 năm 2013[29]
- Trận thắng thua nhất: 10-0 với Gloucester, Mid-Gloucestershire League, 13 tháng 1 năm 1900[3]
- Cầu thủ có số lần ra sân nhiều nhất: Alex Sykes[1]
- Cầu thủ ghi nhiều bàn thắng nhất: Christian Doidge
- Kỉ lục chuyển nhượng phải trả: 25.000 bảng Anh đến Bury cho Adrian Randall[30]
- Kỉ lục chuyển nhượng nhận được: 350.000 bảng Anh từ Hibernian F.C cho Christian Doidge